# جامعة وستمنستر
جامعة وستمنستر (بالإنجليزية: University of Westminster)‏ هي جامعة بريطانية تقع في مدينة لندن في انكلترا, تأسست نواتها عام 1838م على شكل معهد ومنحت لقب جامعة عام 1992م يقع المبنى الرئيسي لإدارة الجامعة في ريجينت ستريت في ويست إند في لندن في حين انه توجد العديد من الأبنية الجامعية الأخرى التابعة لها مثل حرم مارليبون الجامعي وحرم هارو الجامعي. يجدر بالذكر أن جامعة وستمنستر هي من الجامعات البريطانية التي تدرس اللغة العربية إلى جانب لغات أخرى مثل الصينية والروسية ولغات اوربية أخرى حسب اختيار الطالب في مناهج معينة لدى مدرسة العلوم الاجتماعية والإنسانيات واللغات.

## معرض صور

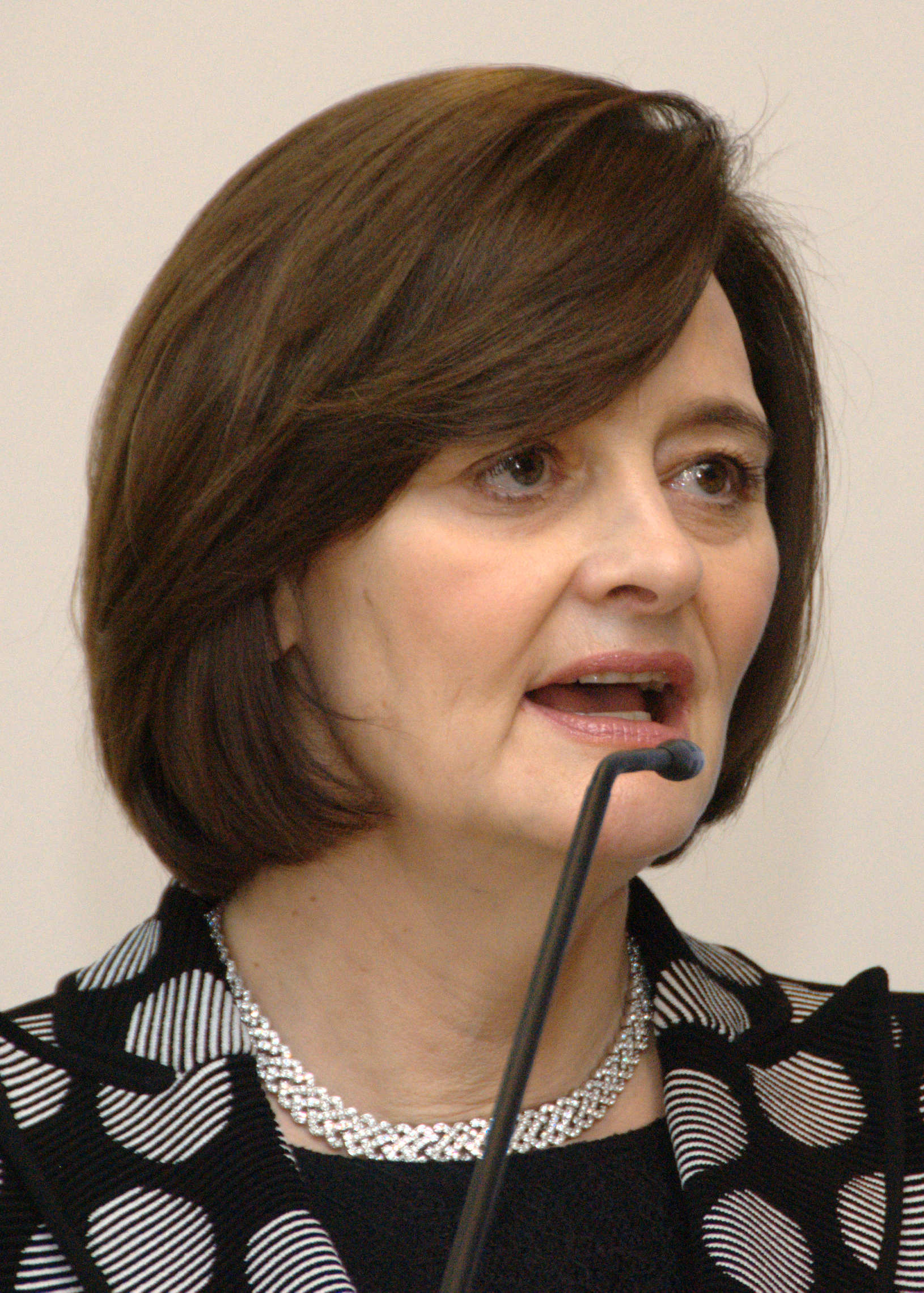
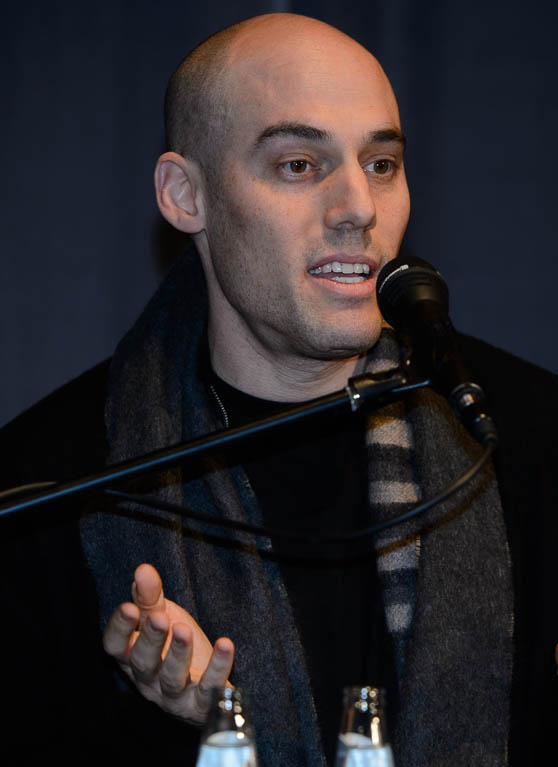
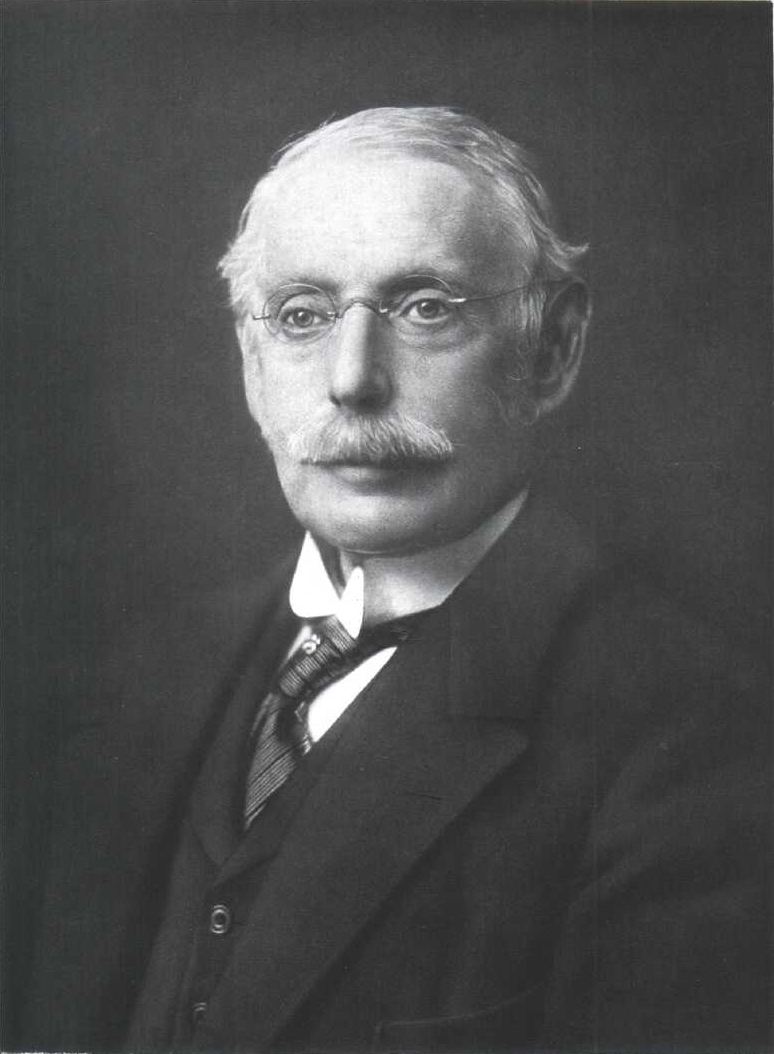
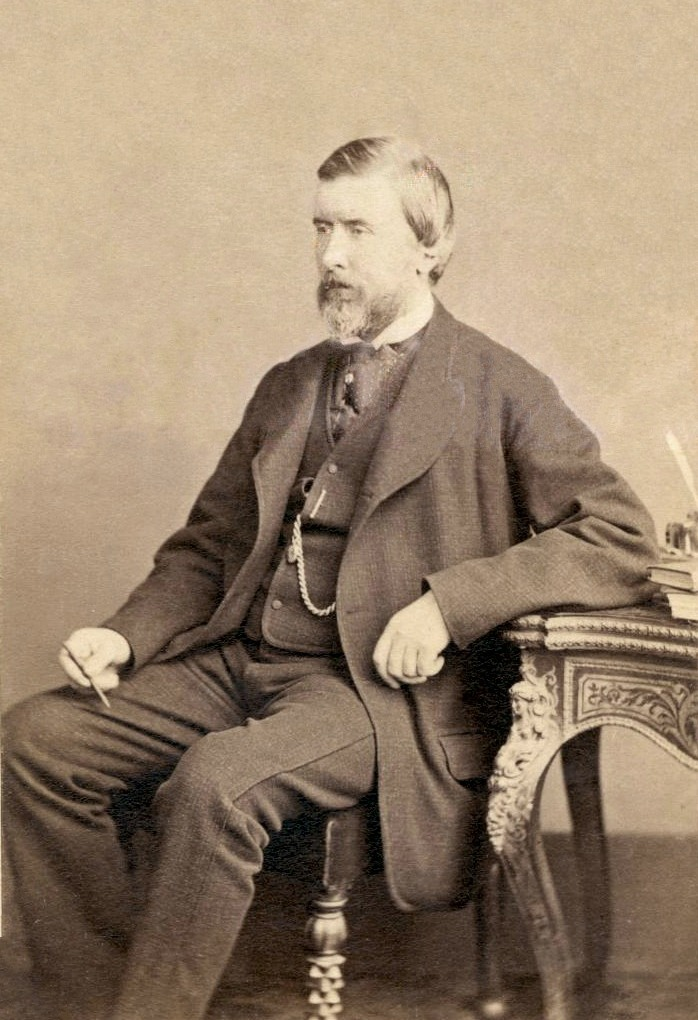
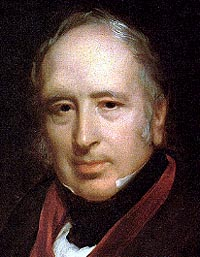

## اقسام الجامعة
تدرس جامعة وستمنستر العديد من الاختصاصات والتي تتوزع على عدة مدارس (كليات) وهي كالتالي:
- مدرسة الهندسة المعمارية وعلوم البناء
- مدرسة الحقوق
- مدرسة العلوم الأحيائية
- مدرسة العلوم الاجتماعية والإنسانيات واللغات
- مدرسة الإعلام والفن والتصميم
- المدرسة الصحية المتكاملة
- مدرسة المعلوماتية
- مدرسة هارو للحاسوب
- مدرسة هارو للتجارة
- مدرسة وستمنستر للتجارة